# 阿马莉·艾克兰
阿马莉·韦夫莱·艾克兰（挪威語：Amalie Vevle Eikeland；1995年8月26日—），挪威女子足球运动员，司职前锋，目前效力于布兰体育俱乐部和挪威国家女子足球队。她曾代表挪威参加2022年欧洲女子足球锦标赛和2023年国际足联女子世界杯等多场国际赛事。